# Offanengo
Offanengo (lombardul: Fanénch) település Olaszországban, Lombardia régióban, Cremona megyében. Lakosainak száma 5954 fő (2023. január 1.). Offanengo Casaletto di Sopra, Izano, Ricengo, Romanengo és Crema községekkel határos.

## Népesség
A település lakossága az elmúlt években az alábbi módon változott:
| Lakosok száma | 5960 | 6014 | 6031 | 5954 |
|               | 2013 | 2017 | 2018 | 2023 |